# زدورف (زگه‌برگ)
زدورف (به آلمانی: Seedorf) یک شهر در آلمان است که در زگه‌برگ واقع شده‌است. زدورف ۲٬۱۶۵ نفر جمعیت دارد.